# Eastview (Tennessee)
Pour les articles homonymes, voir Eastview.
Eastview est une municipalité américaine située dans le comté de McNairy au Tennessee.
Selon le recensement de 2010, Eastview compte 705 habitants. La municipalité s'étend sur 4,89 milles carrés (12,67 km2).
La localité doit son nom à la station-service des Littlejohn, fondée en 1927, et qui donnait vue sur l'est. Eastview devient une municipalité en 1967.